# Comeblack
Albums de Scorpions
Sting in the Tail
(2010) Return to Forever
(2015)
Compilation de Scorpions
Taken B Side
(2009) Born to Touch Your Feelings: The Best of Ballads
(2017)
Comeblack est une compilation du groupe allemand Scorpions.
L'album est composé d'une première moitié revisitant d'anciens morceaux du groupe et d'une deuxième moitié avec des reprises d'autres groupes des années 1960 et 1970. L'album est sorti le 4 novembre 2011.
L'album est publié par Sony Music Entertainment et disponible en format CD et vinyle.

## Liste des titres
| No  | Titre | Durée |
| --- | --- | ----- |
| 1.  | Rhythm of Love | 3:39  |
| 2.  | No One Like You | 4:06  |
| 3.  | The Zoo | 5:38  |
| 4.  | Rock You Like a Hurricane                                                                                                   | 4:15  |
| 5.  | Blackout | 3:48  |
| 6.  | Wind of Change | 5:08  |
| 7.  | Still Loving You | 6:43  |
| 8.  | Tainted Love (Reprise de Gloria Jones)                                                                                      | 3:27  |
| 9.  | Children of the Revolution (Reprise de T. Rex)                                                                              | 3:33  |
| 10. | Across the Universe (Reprise de The Beatles)                                                                                | 3:17  |
| 11. | Tin Soldier (Reprise des Small Faces)                                                                                       | 3:14  |
| 12. | All Day and All of the Night (Reprise de The Kinks)                                                                         | 3:15  |
| 13. | Ruby Tuesday (Reprise des Rolling Stones)                                                                                   | 3:54  |
| 14. | Still Loving You - Je t'aime encore (titre bonus en France – avec Amandine Bourgeois / adaptation française d'Yann Walcker) | 6:43  |
| 15. | Shapes of Things (titre bonus – reprise de The Yardbirds)                                                                   | 3:20  |
| 16. | Big City Nights (titre bonus en Allemagne)                                                                                  | 3:53  |